# Conus neptunus
Conus neptunus é uma espécie de gastrópode do gênero Conus, pertencente à família Conidae.

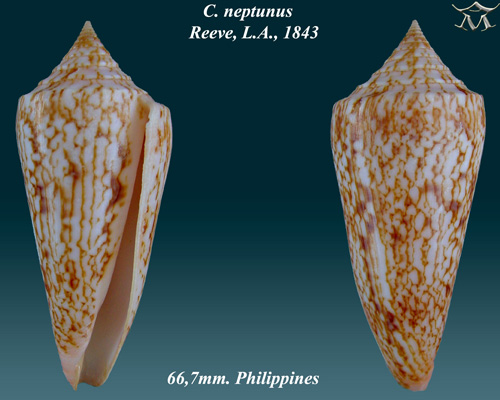
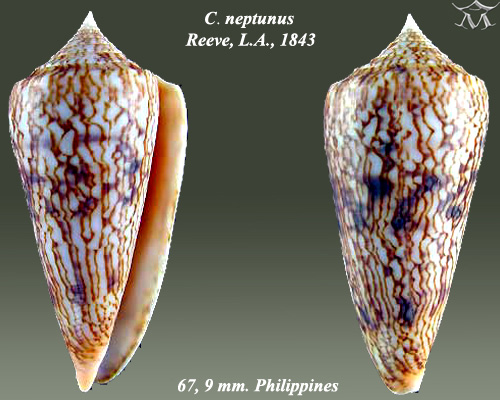